# Persone di nome Khalid
| Questa pagina contiene informazioni ricavate automaticamente dalle voci biografiche con l'ausilio del template Bio e di un bot. L'aggiornamento è periodico e automatico e ricostruisce completamente la pagina. Se manca una persona in questa lista, sei pregato di non aggiungerla, ma accertati piuttosto che la sua voce biografica contenga il template Bio e che i dati anagrafici siano correttamente compilati. Se il template Bio manca, inseriscilo tu stesso o, in alternativa, metti l'avviso {{tmp\|Bio}} che ne segnala la mancanza. Se i dati riportati sono sbagliati, correggi direttamente la voce biografica; le modifiche saranno visibili in questa lista entro pochi giorni. Per chiarimenti vedi il progetto antroponimi. La lista contiene solo le 67 persone che sono citate nell'enciclopedia e per le quali è stato implementato correttamente il template Bio. Pagina aggiornata al 16 ott 2024. |

Questa è una lista di persone presenti nell'enciclopedia che hanno il prenome Khalid, suddivise per attività principale.

## Allenatori di calcio(3)
- Khalid Boulahrouz, allenatore di calcio e ex calciatore olandese (Maassluis, n. 1981)
- Khalid Fouhami, allenatore di calcio e ex calciatore marocchino (Casablanca, n. 1972)
- Khalid Jamil, allenatore di calcio e ex calciatore indiano (Al Kuwait, n. 1977)

## Attori(1)
- Khalid Abdalla, attore britannico (Glasgow, n. 1980)

## Avvocati(1)
- Khalid Ishaq, avvocato e giurista pakistano (Shikaripur, n. 1926 - Karachi, † 2004)

## Calciatori(31)
- Khalid Jalal, calciatore emiratino (Abu Dhabi, n. 1995)
- Khalid Butti, calciatore emiratino (Abu Dhabi, n. 1991)
- Khalid Al-Braiki, calciatore omanita (n. 1993)
- Khalid Al-Ghamdi, ex calciatore saudita (Khobar, n. 1988)
- Khalid Al-Ghannam, calciatore saudita (n. 2000)
- Khalid Al-Hajri, calciatore omanita (Oman, n. 1994)
- Khalid Ali, ex calciatore emiratino (n. 1981)
- Khalid Al-Muwallid, ex calciatore saudita (Gedda, n. 1971)
- Khalid Al-Rashaid, ex calciatore saudita (n. 1974)
- Khalid Al-Rashidi, calciatore kuwaitiano (n. 1987)
- Khalid Al-Temawi, ex calciatore saudita (Ha'il, n. 1969)
- Khalid Askri, ex calciatore marocchino (Missour, n. 1981)
- Khalid Aucho, calciatore ugandese (Jinja, n. 1993)
- Khalid Benichou, calciatore francese (Creutzwald, n. 1988)
- Khalid Boutaïb, calciatore francese (Bagnols-sur-Cèze, n. 1987)
- Khalid Darwish, calciatore emiratino (Dubai, n. 1979)
- Khalid Eisa, calciatore emiratino (n. 1989)
- Khalid Hachadi, calciatore marocchino (n. 1998)
- Khalid Al-Hashemi, calciatore emiratino (Abu Dhabi, n. 1997)
- Khalid Ismaïl, ex calciatore emiratino (n. 1965)
- Khalid Jolit, calciatore sudanese (n. 1981)
- Khalid Karami, calciatore olandese (Amsterdam, n. 1989)
- Khalid Sebil Lashkari, calciatore emiratino (Abu Dhabi, n. 1987)
- Khalid Muneer, calciatore qatariota (Doha, n. 1998)
- Khalid Al-Balochi, calciatore emiratino (Al-'Ayn, n. 1999)
- Khalid Muftah, calciatore qatariota (Al Wakrah, n. 1992)
- Abdul Mumin, calciatore ghanese (n. 1998)
- Khalid Mohammed Sabbar, ex calciatore iracheno (n. 1973)
- Khaled Ba Wazir, calciatore emiratino (n. 1995)
- Khalid Sinouh, ex calciatore marocchino (Amsterdam, n. 1975)
- Oumar Timbo, ex calciatore mauritano (n. 1978)

## Cantanti(1)
- Khalid Izri, cantante marocchino (Melilla, n. 1969)

## Cantautori(1)
- Khalid, cantautore statunitense (Fort Stewart, n. 1998)

## Cestisti(5)
- Khalid Boukichou, cestista marocchino (Nador, n. 1992)
- Khalid El-Amin, ex cestista statunitense (Minneapolis, n. 1979)
- Khalid Masoud al-Nasr, ex cestista qatariota (Doha, n. 1980)
- Khalid Reeves, ex cestista e allenatore di pallacanestro statunitense (Queens, n. 1972)
- Khalid Suliman, cestista qatariota (Doha, n. 1987)

## Giocatori di calcio a 5(1)
- Khalid Hacham, giocatore di calcio a 5, calciatore e giocatore di beach soccer norvegese (Baghdad, n. 1989)

## Giocatori di football americano(2)
- Khalid Kareem, giocatore di football americano statunitense (Detroit, n. 1998)
- Khalid Wooten, giocatore di football americano statunitense (Rialto, n. 1990)

## Maratoneti(1)
- Khalid Khannouchi, ex maratoneta e mezzofondista marocchino (Meknès, n. 1971)

## Mezzofondisti(2)
- Khalid Boulami, ex mezzofondista marocchino (n. 1969)
- Khalid Skah, ex mezzofondista e maratoneta marocchino (Midelt, n. 1967)

## Militari(1)
- Khālid Muḥyi al-Dīn, militare, politico e editore egiziano (Kafr al-Shukr, n. 1922 - Il Cairo, † 2018)

## Nuotatori(1)
- Khalid Yahya Rushaka, ex nuotatore tanzaniano (n. 1980)

## Piloti di rally(1)
- Khalid Al Qassimi, pilota di rally emiratino (Abu Dhabi, n. 1972)

## Politici(6)
- Khalid A. Al-Falih, politico e manager saudita (Dhahran, n. 1960)
- Khalid Almishri, politico libico (Zawiya, n. 1969)
- Khalid bin Khalifa bin Abdul Aziz Al Thani, politico qatariota (Doha, n. 1968)
- Khalid Bakdash, politico siriano (Damasco, n. 1912 - Damasco, † 1995)
- Khalid Chaouki, politico italiano (Casablanca, n. 1983)
- Khalid al-Azm, politico siriano (Damasco, n. 1903 - Beirut, † 1965)

## Registi(1)
- Khalid Shamis, regista, sceneggiatore e montatore sudafricano

## Sovrani(3)
- Khalid II bin Ahmad al-Qasimi, sovrano emiratino († 1950)
- Khalid III bin Muhammad al-Qasimi, sovrano emiratino (Sharja, n. 1927 - Sharja, † 1972)
- Khalid I bin Sultan al-Qasimi, sovrano emiratino († 1868)

## Storici(1)
- Khalid Yahya Blankinship, storico e orientalista statunitense (Seattle, n. 1949)

## Terroristi(2)
- Khalid al-Mihdhar, terrorista saudita (La Mecca, n. 1975 - Arlington, † 2001)
- Khalid Shaykh Muhammad, terrorista pakistano (Belucistan)

## Senza attività specificata(2)
- Khalid bin Hamad Al Khalifa,  bahreinita (Riffa, n. 1989)
- Khalid Bin Mohsen Shaari,  saudita (n. 1991)